# Georges Dillon-Cavanagh
Baron Georges Arthur Dillon-Kavanagh du Fertagh (* 14. Februar 1873 in Nîmes; † 4. August 1944 in Laugnac) war ein französischer Fechter.

## Leben
Georges Dillon-Cavanagh nahm 1900 in London an den Olympischen Spielen im Florettfechten teil. Er erreichte die Finalrunde, die er mit 2:5-Siegen auf dem siebten Rang abschloss. Bei den Olympischen Zwischenspielen 1906 in Athen holte er drei Medaillen. In der Einzelkonkurrenz mit dem Florett gewann er die Goldmedaille vor Gustav Casmir, mit dem Degen musste er sich lediglich Georges de la Falaise geschlagen geben und erhielt Silber. Mit der Degen-Mannschaft setzte er sich im Finale gegen Großbritannien in zwei Gefechten durch und wurde Olympiasieger.